# Atmosphère d'Io
Pour les articles homonymes, voir Atmosphère.
L’atmosphère d'Io est très ténue, constituée principalement de dioxyde de soufre (SO2) avec une pression d'un milliardième d'atmosphère, la très faible gravité étant incapable de retenir une atmosphère dense. Son épaisseur atteint cependant 120 km.
La faible épaisseur de l'atmosphère ionnienne permettrait aux sondes d'exploration d'être fabriquées sans bouclier thermique, mais  équipées de rétrofusées pour l'atterrissage. La fine atmosphère nécessiterait aussi la construction de sondes plus solides, résistantes aux radiations joviennes qu'une atmosphère plus épaisse aurait atténuées.

## Composition
L'atmosphère d'Io est principalement composée  à 90 % de dioxyde de soufre. Les 10 % restants sont constitués de divers composés présents à l'état de traces.
Les radiations (sous la forme d'un plasma) tendent à éroder l'atmosphère, qui doit donc se reconstituer. Le volcanisme constitue la source principale de cette atmosphère, mais celle-ci est également alimentée en SO2 par la sublimation de la glace de dioxyde de soufre présente à la surface.

## Structure
L'atmosphère se confine à l'équateur, où la surface est plus chaude mais aussi là où se concentrent les volcans les plus actifs.
La densité atmosphérique est maximum autour des volcans ainsi que sur l'hémisphère non exposé à Jupiter, là où se concentre le SO2.

### Ionosphère
L'ionosphère, située à 700 km de hauteur, est constituée par des ions de soufre, d'oxygène et de sodium. Elle est constamment renouvelée par l'activité volcanique qui équilibre, en la compensant, l'érosion atmosphérique due à la magnétosphère de Jupiter.
Des nuages de sodium se forment et sont facilement visibles au-dessus de la surface. Leur origine est cependant inconnue, dans la mesure où ce sodium n'a pas été détecté directement à la surface d'Io.

## Conditions atmosphériques

### Température
Les études montrent que les zones les plus chaudes, couvertes par des coulées de lave, atteignent des températures allant jusqu'à 2 000 K (1 727 °C) de telle manière que la température moyenne de ces lieux est approximativement de 300 K (27 °C). Malgré cela, la température moyenne globale est bien plus froide, de l'ordre de 130 K (−143 °C). Le soir, la température descend jusqu'à 90 K (−184 °C), de telle façon que le SO2 se condense probablement en gelée blanche.
Les moyennes de température sont très basses, ceci est dû à l'atmosphère ténue qui ne garde pas la chaleur du soleil et des volcans. Dès que les gaz sont expulsées des volcans, ces gaz gèlent et se condensent.

### Aurores
Les images haute résolution d'Io ont permis de mettre en évidence un rougeoiement semblable à une aurore polaire lors des éclipses. Comme sur Terre, ces rougeoiements sont dus aux radiations frappant l'atmosphère. Les aurores se produisent habituellement près des pôles magnétiques des planètes, mais ceux d'Io sont plus brillant près de l'équateur. Io n'a pas de champ magnétique propre, par conséquent les électrons voyageant dans le champ magnétique de Jupiter proche d'Io atteignent directement l'atmosphère du satellite. Ainsi, plus d'électrons entrent en contact avec l'atmosphère, produisant les aurores les plus brillantes là ou les lignes du champ magnétique sont tangentes au satellite (donc près de l'équateur) puisqu'il y a plus de gaz dans cette région.

## Sources
- (en) Cet article est partiellement ou en totalité issu de l’article de Wikipédia en anglais intitulé « Io (moon) » (voir la liste des auteurs).

- (pt) Cet article est partiellement ou en totalité issu de l’article de Wikipédia en portugais intitulé « Io (satélite) » (voir la liste des auteurs).

## Compléments